# Pierre Sejean Dit Cezeaux
Pour les articles homonymes, voir Sejean.
Pierre Sejean, dit Cezeaux, est un homme politique français né le 13 janvier 1777 à Paris et décédé à une date inconnue.
Propriétaire, il est élu député de la Seine, par l'arrondissement de Sceaux, en 1815, pendant les Cent-Jours.

## Sources
- « Pierre Sejean Dit Cezeaux », dans Adolphe Robert et Gaston Cougny, Dictionnaire des parlementaires français, Edgar Bourloton, 1889-1891 [détail de l’édition]